# 瓦朗桑
瓦朗桑（法語：Valencin，法語發音：[valɑ̃sɛ̃]）是法国伊泽尔省的一个市镇，属于维埃纳区。

## 地理
瓦朗桑（45°36'43"N, 5°0'53"E）面积9.63 平方千米，位于法国奥弗涅-罗讷-阿尔卑斯大区伊泽尔省，该省份为法国东南部内陆省份，北起顺时针与安省、萨瓦省、上阿尔卑斯省、德龙省、阿尔代什省、卢瓦尔省和罗讷省。
与瓦朗桑接壤的市镇（或旧市镇、城区）包括：迪耶莫兹、埃里约、圣乔治代斯佩朗什、圣瑞斯特沙莱桑、沙波奈、圣皮埃尔德尚迪约。

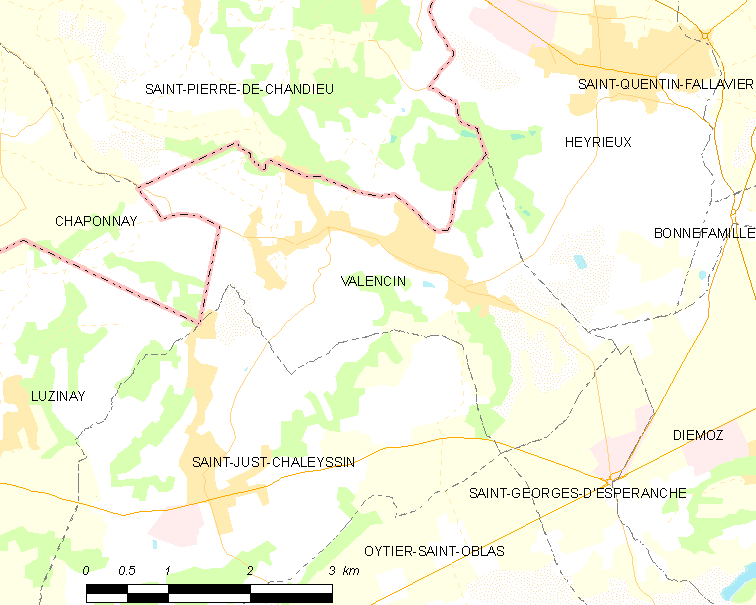
瓦朗桑的OSM定位图

瓦朗桑的时区为UTC+01:00、UTC+02:00（夏令时）。

## 行政
瓦朗桑的邮政编码为38540，INSEE市镇编码为38519。

## 政治
瓦朗桑所属的省级选区为拉韦皮耶尔县。

## 人口

1962-2008年间瓦朗桑人口变化图示

瓦朗桑于2022年1月1日时的人口数量为2897人。